# Partizanskoe
Partizanskoe (in russo Партизанское?) è un villaggio della Russia asiatica, situato nel Territorio di Krasnojarsk. È il centro amministrativo del distretto Partizanskij.
Si trova sulla riva sinistra della Rybnaja (affluente del Kan), 172 km a sud-est di Krasnojarsk e a 40 km dalla stazione ferroviaria di  Ujar.